# 한국을 빛낸 100명의 위인들
《한국을 빛낸 100명의 위인들》(韓國을 빛낸 百名의 偉人들)은 박문영이 작사, 작곡하여 1991년에 최영준과 노사사(노래를 사랑하는 사람들)의 노래로 발표한 노래, 동요곡이다. 한국의 역사 인물을 주로 수식문과 함께 나열한 가사로, 대한민국에서 높은 대중성과 인지도를 가지고 있다.

## 개요
한국의 역사의 진행에 맞추어, 고조선을 시작으로 삼국 시대(고구려, 백제, 신라), 남북국 시대(신라, 발해), 고려, 조선을 거쳐 대한제국, 일제강점기, 대한민국에 이르기까지의 인물을 대략적인 연대 순으로 5절에 걸쳐 수식과 함께 나열했다. 모든 절은 "역사는 흐른다"라는 가사로 끝난다. 개인이 아닌 집단도 있으며 실존 인물 외에 가공의 인물도 포함되어 있다. 음절상의 문제로 인물 이름이 호나 자로 대체되어 있기도 하며 양쪽 다 병기된 경우도 있다.
| - 1. 단군 - 2. 동명성왕 (동명왕) - 3. 온조왕 - 4. 혁거세 거서간 (혁거세) - 5. 광개토대왕 - 6. 이사부 - 7. 백결 선생 - 8. 의자왕 - 9. 계백 - 10. 관창 - 11. 김유신 - 12. 문무왕 - 13. 원효 (원효대사) - 14. 혜초 - 15. 장보고 - 16. 고왕 (대조영) - 17. 강감찬 - 18. 서희 - 19. 정중부 - 20. 최무선 | - 21 ~ 27. 강좌칠현 (죽림칠현) - 임춘 - 오세재 - 이인로 - 조통 - 황보항 - 이담지 - 함순 - 28. 김부식 - 29. 지눌 (지눌국사) - 30. 의천 - 31. 이종무 - 32. 정몽주 - 33. 문익점 - 34. 최충 - 35. 일연 - 36. 최영 - 37. 황희 - 38. 맹사성 - 39. 장영실 - 40. 신숙주 - 41. 한명회 | - 42. 이이 (이율곡) - 43. 이황 (이퇴계) - 44. 신사임당 - 45. 곽재우 - 46. 조헌 - 47. 김시민 - 48. 이순신 - 49 ~ 55. 태정태세문단세 - 태조 - 정종 - 태종 - 세종 - 문종 - 단종 - 세조 - 56 ~ 61. 사육신 - 성삼문 - 박팽년 - 하위지 - 이개 - 유응부 - 유성원 | - 62 ~ 67. 생육신 - 김시습 - 원호 - 이맹전 - 조려 - 성담수 - 남효온 - 68. 논개 - 69. 권율 - 70. 홍길동 - 71. 임꺽정 - 72 ~ 74. 삼학사 - 홍익한 - 윤집 - 오달제 - 75. 박문수 - 76. 한호 (한석봉) - 77. 김홍도 (단원) - 78. 김병연 (김삿갓) - 79. 김정호 | - 80. 영조 (영조대왕) - 81. 정조 - 82. 정약용 - 83. 전봉준 - 84. 김대건 - 85. 황진이 - 86. 홍경래 - 87. 김옥균 - 88. 안중근 - 89. 이완용 - 90. 윤동주 - 91. 지석영 - 92. 손병희 - 93. 유관순 - 94. 안창호 - 95. 방정환 - 96 ~ 97. 이수일과 심순애 - 이수일 - 심순애 - 98. 김두한 - 99. 이상 - 100. 이중섭 |

## 관련 음반
《한국을 빛낸 100명의 위인들》은 1991년 1월에 최영준과 노사사(노래를 사랑하는 사람들)가 발표한 음반이다. 노래 《한국을 빛낸 100명의 위인들》이 최초로 수록된 음반이기도 하다.
| #            | 제목                                                    | 작사         | 작곡         | 편곡            | 가수  | 재생 시간 |
| ------------ | ------------------------------------------------------- | ------------ | ------------ | --------------- | ----- | --------- |
| 1.           | 〈한국을 빛낸 100명의 위인들〉                          | 박문영       | 박문영       | 최영준과 노사사 | 4:05  |           |
| 2.           | 〈마음은 하나〉                                         | 박문영       | 최종혁       | 최영준과 노사사 | 2:10  |           |
| 3.           | 〈대한의 용사〉                                         | 박문영       | 박문영       | 최영준과 노사사 | 2:00  |           |
| 4.           | 〈김치 주제가〉                                         | 박문영       | 박문영       | 노사사          | 2:00  |           |
| 5.           | 〈힘내라 힘〉                                           | 박문영       | 박문영       | 노사사          | 3:00  |           |
| 6.           | 〈한국을 빛낸 100명의 위인들 (어린이를 위한 반주음악)〉 |              | 박문영       |                 | 4:05  |           |
| 총 재생 시간 | 총 재생 시간                                            | 총 재생 시간 | 총 재생 시간 | 총 재생 시간    | 17:20 |           |

| #            | 제목                     | 작사         | 작곡         | 편곡            | 가수  | 재생 시간 |
| ------------ | ------------------------ | ------------ | ------------ | --------------- | ----- | --------- |
| 7.           | 〈우리는 한민족〉        | 박문영       | 박문영       | 최영준과 노사사 | 2:05  |           |
| 8.           | 〈탈춤 노래〉            | 박문영       | 박문영       | 최영준과 노사사 | 3:50  |           |
| 9.           | 〈짜라빠빠〉             | 박문영       | 박문영       | 노사사          | 4:00  |           |
| 10.          | 〈악어 사냥〉            | 박문영       | 박문영       | 최영준과 노사사 | 2:40  |           |
| 11.          | 〈독도는 우리 땅〉       | 박문영       | 박문영       | 최영준과 노사사 | 2:20  |           |
| 12.          | 〈바보 온달과 평강공주〉 | 박문영       | 박문영       | 최영준          | 2:30  |           |
| 총 재생 시간 | 총 재생 시간             | 총 재생 시간 | 총 재생 시간 | 총 재생 시간    | 17:25 |           |

## 기타
- 문익점의 목화 관련, ‘목화씨를 붓두껍에 숨겨 왔다’는 것은 조선 후기부터 유행된 이야기이다. 고려 말, 조선 초의 기록에는 그가 목화씨를 ‘주머니에 넣어 가지고 왔다’거나 그냥 ‘얻어 갖고 왔다’라고만 되어 있다. 이덕무는 청장관전서의 ‘양업기’라는 글에서 상투 속에 씨앗을 숨겨왔다는 설을 전하고 있기도 하다. 붓두껍 전설은 문익점이 목화씨를 들여 온 사건을 더욱 극적으로 부각시키고픈 많은 사람들의 의도가 낳은 전설인 셈이다. 더구나 당시 원나라에서 목화가 정말로 국외 반출 금지 품목이었는지도 논란의 대상이다.[1]
- 이수일과 심순애는 일제강점기 당시 소설 장한몽의 주인공 이름으로 가공의 인물이다.
- "황금 보기를 돌같이 하라"는 최영 아버지의 유언이다. 《고려사》의 〈최영 열전〉을 보면 "최영의 나이 16세 때 아버지가 죽을 무렵에 훈계하기를 '너는 황금 보기를 돌같이 하라(如當見金如石)'고 하였다. 최영은 이 말을 마음에 깊이 간직하고 재물에 관심 두지 않았으며 거처하는 집이 초라하였으나 만족하고 살았고, 의복과 음식을 검소하게 하여 간혹 식량이 모자랄 때도 있었다."고 기록되어 있다.
- 한국의 역사에서 매국노의 대명사 가운데 하나로 여겨지는 이완용은 '애국'이라는 수식어에 대비한 것이다.

## 참고 문헌
- 박은봉 (2007). 《한국사 상식 바로잡기》. 서울:책과함께.